# Vlorë
Vlorë (en albanés Vlora, en italiano Valona, en griego Αυλών, en turco Avlonya) es una ciudad portuaria y municipio de Albania, capital del condado de Vlorë. Situada en la bahía de Vlorë (con la famosa isla de Sazan o Saseno en la entrada), es uno de los puertos importantes de la conocida ribera albanesa y el segundo del país después de Durrës, con 93.812 habitantes (datos del 2006). Vlorë es el punto más cercano al puerto italiano de Bari y de la costa de Salento, de la que está separada por el canal de Otranto.
El municipio comprende, desde la reforma territorial de 2015, las unidades administrativas de Novoselë, Orikum, Qendër Vlorë, Shushicë y la capital Vlorë. Anteriormente Vlorë fue capital del desaparecido distrito de Vlorë.

## Localización geográfica

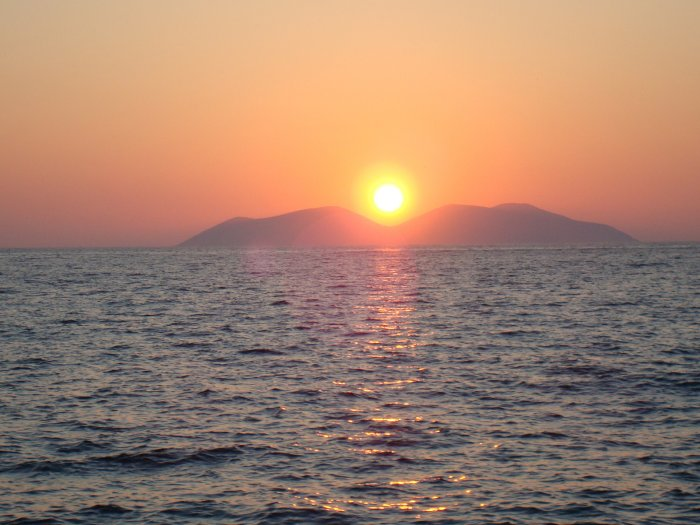
Bahía de Vlorë.

La ciudad está en Albania, en el distrito y el condado del mismo nombre.
Vlorë está situado en la bahía homónima, en la entrada del Mar Adriático, prácticamente rodeada por montañas. El puerto es el más cercano al puerto de Bari, Italia, y está a 130 km de las costas de Salento. La isla de Sazan está cerca, estratégicamente localizada en la entrada de la bahía de Vlorë.
La ciudad está rodeada por jardines y olivos. Valonia, el nombre de masa para las tazas de bellota obtenidos en los bosques de robles vecinos y (a causa de los derivados de su composición química) utilizado por los curtidores, deriva su nombre de Valona, el antiguo nombre de Vlorë.

## Historia

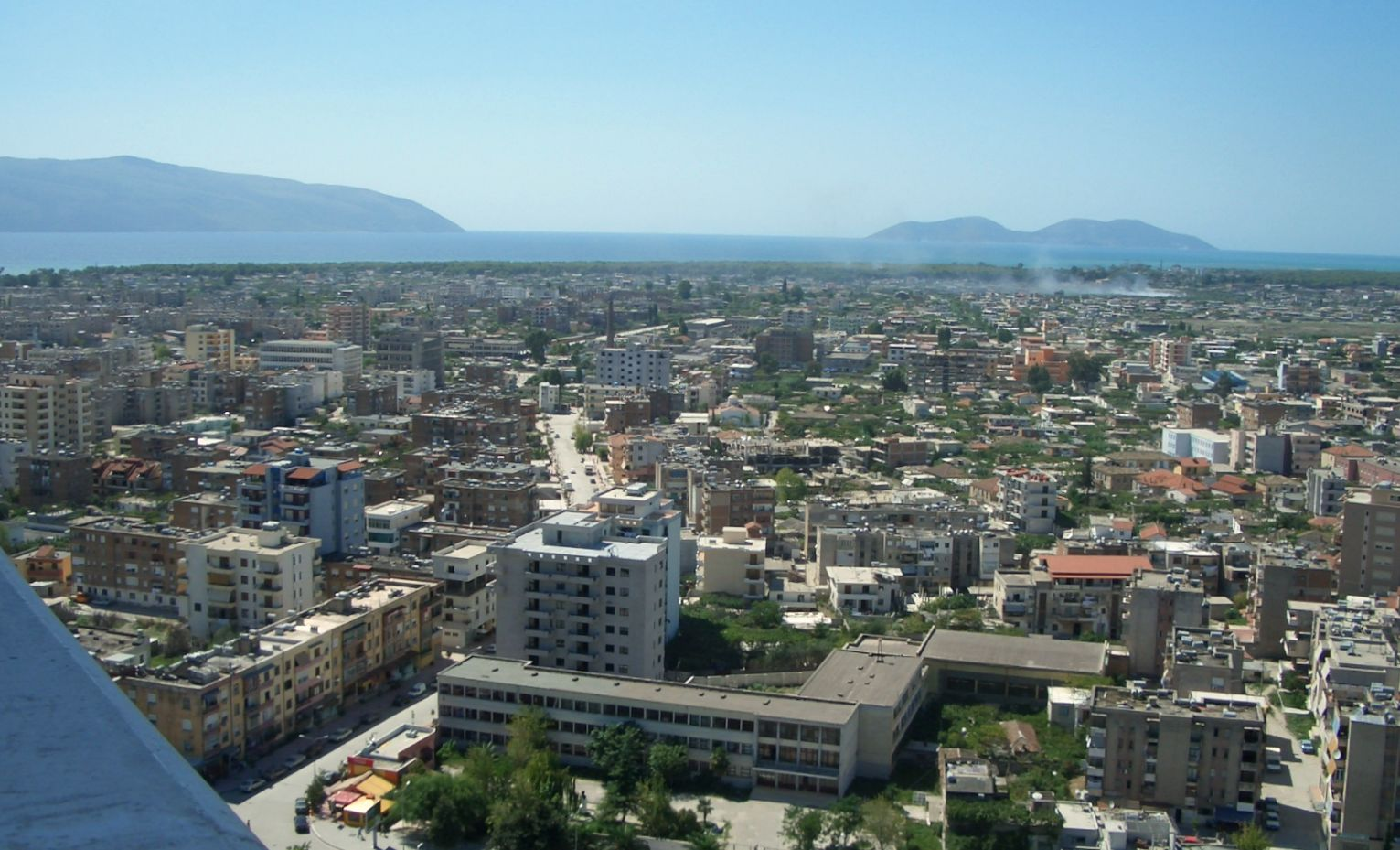
Vlorë, vista general.

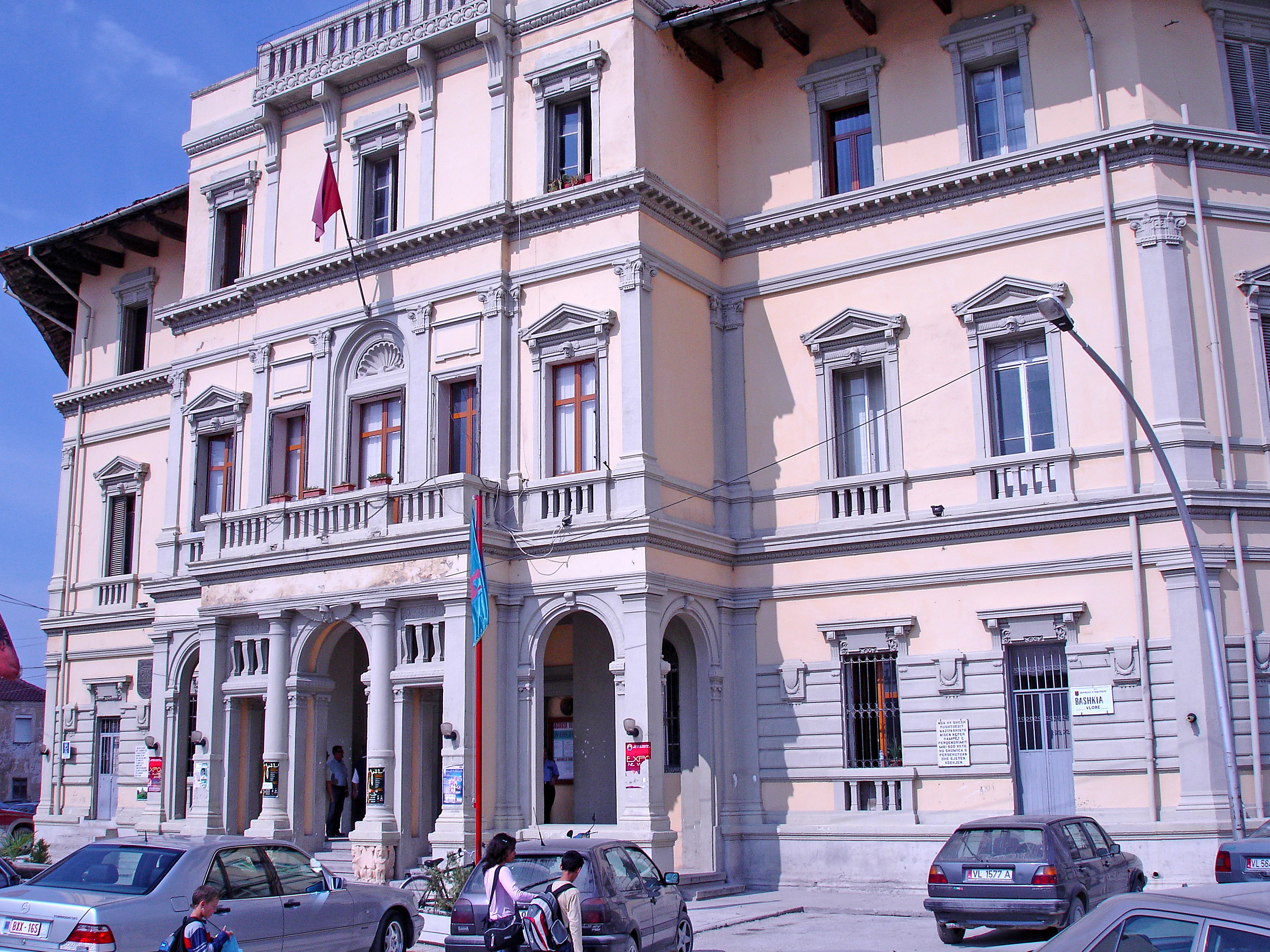

Vlorë es una de las ciudades más antiguas del país. Aparece también en la Tabula Peutingeriana y en el Synecdemus de Herocles. Fue puerto romano dentro de la provincia de Epir Nou.
En el siglo V fue sede de un obispado y se conocen algunos obispos como Nazarius, en el 458, y Soter, en el 553 (Daniele Farlati, Illyricum sacrum, VII, 397-401). En el 733 toda la Iliria oriental fue anexionada al Patriarcado de Constantinopla, después de pertenecer durante tres siglos al de Roma, y como esta iglesia no aparece en las Notitiae episcopatuum, se supone que el obispado fue suprimido coincidiendo con las invasiones de los búlgaros (tampoco se menta en las Notitiae episcopatuum de la iglesia de Ohrid).
En los siglos XI y XII jugó un papel en los conflictos entre los reyes normandos de Sicilia y el Imperio bizantino. Al inicio del siglo XIII se estableció una iglesia latina, y una lista de sus obispos las menciona Eubel (Hierarchia catholica medii aevi, I, 124), pero hay discrepancias con Le Quien (Oriens christianus, III, 855-8), y los obispos que este menta en Valona, Eubel los hace obispos de Valanea en Siria; también podrían corresponder a Aulon en Grecia (moderna Salona).
Serbia ocupó Valona en el 1345 y la perdió ante los otomanos en el 1417 que al mismo tiempo ocuparon Berat y Ioánina; el general Hamza Beg fue nombrado gobernador militar. 
En el 1418 los venecianos intentaron ocupar la ciudad por cuenta de su antigua soberana, Rugina, viuda del duque Mrksa, que era ciudadana veneciana, pero sin éxito. La mayoría de los habitantes eran griegos con un número importante de albaneses y eslavos; los griegos pertenecían hasta el siglo XVIII al arzobispado autocéfalo de Ohrid. 
Fue utilizada como base por Mehmed II para su expedición contra Otranto. Era gobernada por personas escogidas por el mismo sultán como Gedik Ahmad Paixá. En el siglo XVII era un kada del sanjacado de Berat en el vilayato de Ioánina, y tenía unos diez mil habitantes. En el siglo XVIII fue incorporada a la arquidiócesis de Durrës (Durazzo). En 1851 sufrió un terremoto que la dañó bastante. 

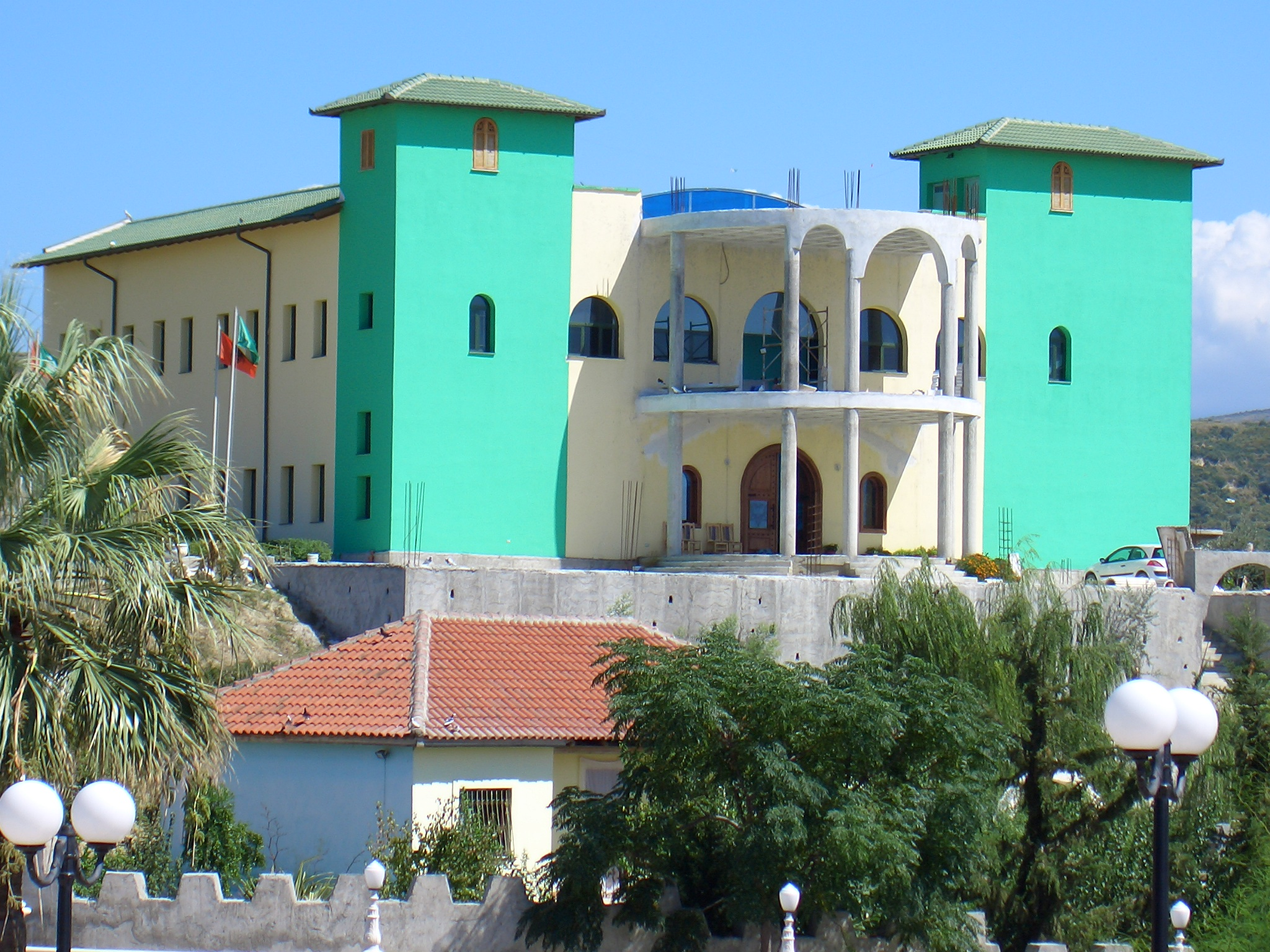
Bektashi.

Ismail Qemali declaró la independencia de Albania en Vlorë el 28 de noviembre de 1912, en la Primera Guerra de los Balcanes. Fue capital de Albania hasta el 1914; entonces fue ocupada por Italia hasta el 1920 y capital de la República albanesa proclamada por los italianos. En el Tratado de Rapallo la tuvo que entregar al gobierno de Albania pero conservó la isla de Sazan. En abril de 1939 Italia la volvió a ocupar y la conservó hasta otoño de 1943, cuando fue ocupada por los alemanes hasta el 1944.

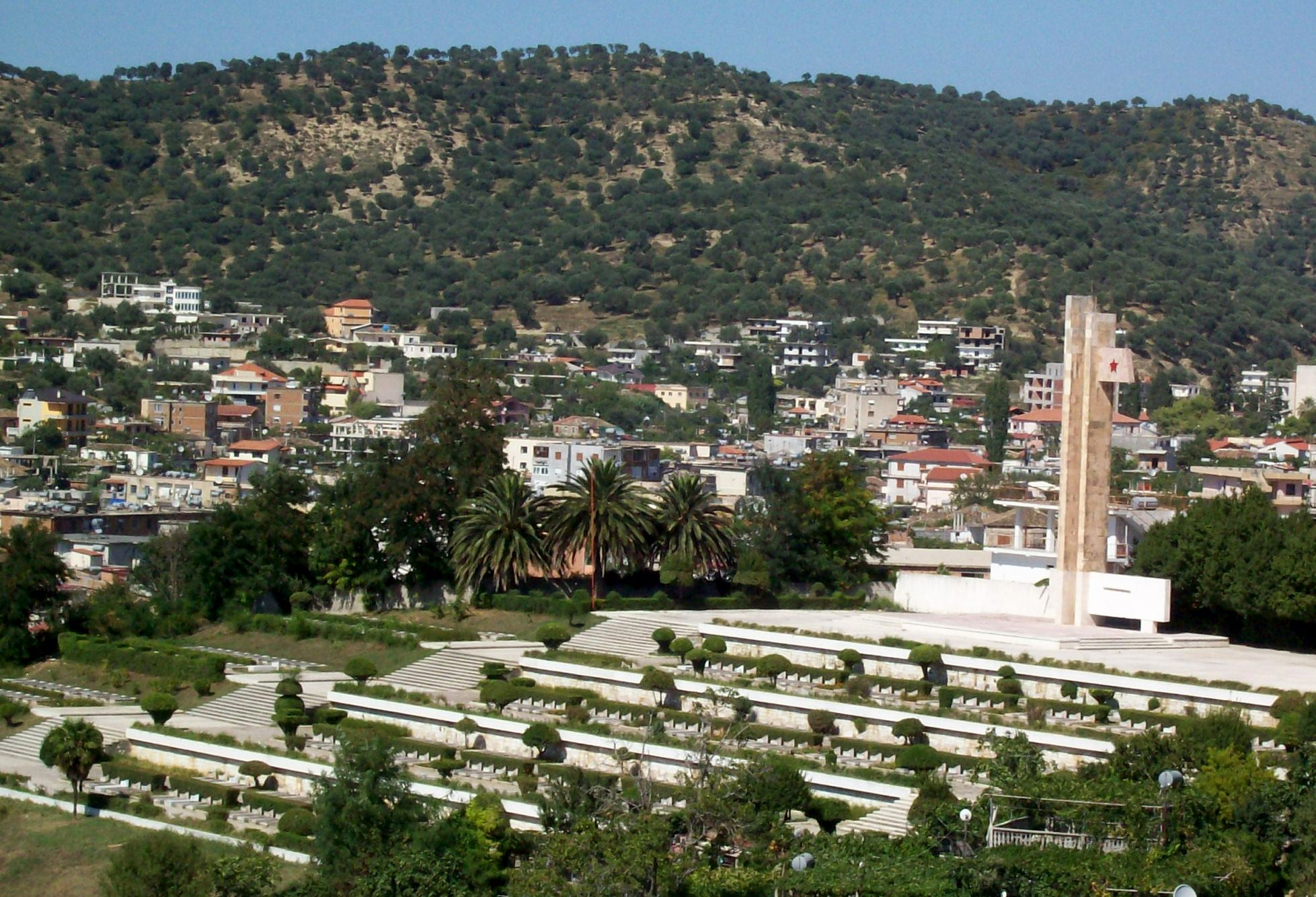
Cementerio de partisanos albaneses.

Después de la Segunda Guerra Mundial, el gobierno comunista albanés la cedió a la Unión Soviética como base de submarinos. En el 1960 los albaneses expulsaron a los soviéticos acusados de revisionistas y Khrushchev exigió reparaciones por las grandes inversiones hechas. Las tropas soviéticas planearon ocupar Vlorë en el abril de 1961 mientras que la ayuda soviética económica y militar a Albania sería bloqueada. pero al mismo tiempo la Crisis de los misiles en Cuba impidió llevar a cabo el proyecto. Enver Hoxha hizo construir miles de búnkeres en todo el país para hacer frente a una eventual invasión soviética.

## Paisaje urbano

### Monumentos

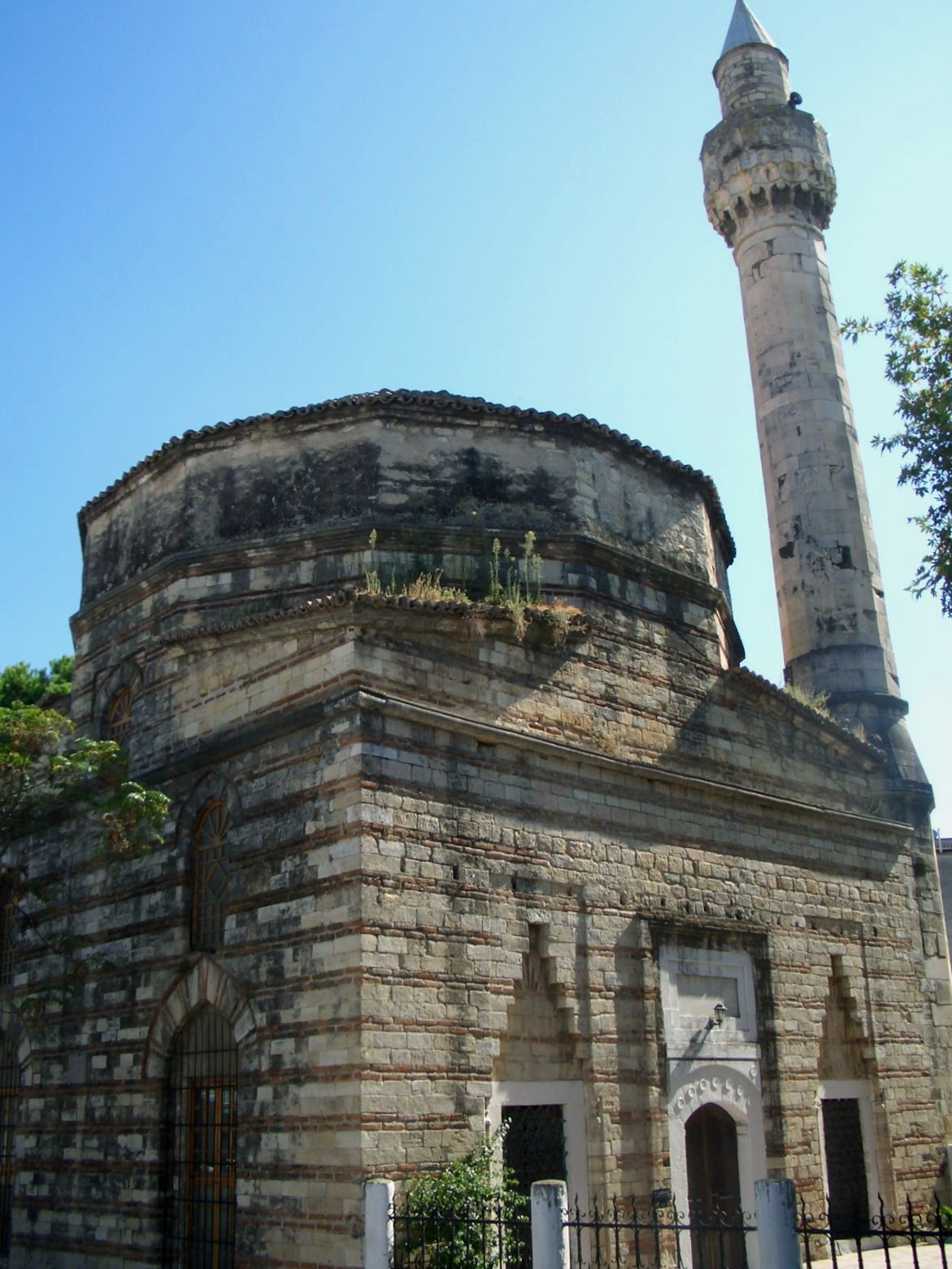
Mezquita de Vlorë.

- La mezquita Muradije en el centro de la ciudad desde el siglo XVI. Ha sobrevivido como la única mezquita otomana a una guerra y a un terremoto en 1851.

- Museo de la Independencia y Monumento a la Independencia.

- Museo Histórico

- Museo Etnográfico, con objetos cotidianos, artesanía y ropa popular.

- Monasterio ortodoxo de Zvernec, situado en una pequeña isla en la laguna de Narta.

## Clima
Vlorë tiene un clima típicamente mediterráneo, con inviernos húmedos y frescos, y veranos calurosos y secos con temperaturas superiores a 40 °C (104 °F) en junio, julio, agosto y septiembre.
| Datos climáticos de Vlorë             | Datos climáticos de Vlorë | Datos climáticos de Vlorë | Datos climáticos de Vlorë | Datos climáticos de Vlorë | Datos climáticos de Vlorë | Datos climáticos de Vlorë | Datos climáticos de Vlorë | Datos climáticos de Vlorë | Datos climáticos de Vlorë | Datos climáticos de Vlorë | Datos climáticos de Vlorë | Datos climáticos de Vlorë | Datos climáticos de Vlorë | Datos climáticos de Vlorë |
| Temperatura                           | Temperatura               | Temperatura               | Temperatura               | Temperatura               | Temperatura               | Temperatura               | Temperatura               | Temperatura               | Temperatura               | Temperatura               | Temperatura               | Temperatura               | Temperatura               | Temperatura               |
| Mes                                   | Ene                       | Feb                       | Mar                       | Abr                       | May                       | Jun                       | Jul                       | Ago                       | Sep                       | Oct                       | Nov                       | Dic                       |                           | Media Total               |
| ------------------------------------- | ------------------------- | ------------------------- | ------------------------- | ------------------------- | ------------------------- | ------------------------- | ------------------------- | ------------------------- | ------------------------- | ------------------------- | ------------------------- | ------------------------- | ------------------------- | ------------------------- |
| Máxima temperatura registrada °C (°F) | 13 (55)                   | 14 (57)                   | 16 (61)                   | 19 (66)                   | 23 (73)                   | 27 (81)                   | 30 (86)                   | 30 (86)                   | 27 (81)                   | 23 (73)                   | 19 (66)                   | 15 (59)                   |                           |                           |
| Temperatura media °C (°F)             | 9.5 (49.1)                | 10.0 (50)                 | 12.0 (53.6)               | 15.0 (59)                 | 19.0 (66.2)               | 22.0 (71.6)               | 25.0 (77)                 | 24.5 (76.1)               | 22.0 (71.6)               | 19.0 (66.2)               | 15.0 (59)                 | 11.5 (52.7)               |                           | 17.0 (62.6)               |
| Mínima temperatura registrada °C (°F) | 6 (43)                    | 6 (43)                    | 8 (46)                    | 10 (50)                   | 14 (57)                   | 17 (63)                   | 19 (66)                   | 19 (66)                   | 16 (61)                   | 14 (57)                   | 11 (52)                   | 8 (46)                    |                           |                           |
| Precipitaciones y horas de sol        |                           |                           |                           |                           |                           |                           |                           |                           |                           |                           |                           |                           |                           |                           |
| Mes                                   | Ene                       | Feb                       | Mar                       | Abr                       | May                       | Jun                       | Jul                       | Ago                       | Sep                       | Oct                       | Nov                       | Dic                       |                           | Total                     |
| Mm Totales (in)                       | 120 (4.72)                | 106 (4.17)                | 92 (3.62)                 | 79 (3.11)                 | 54 (2.13)                 | 28 (1.1)                  | 9 (0.35)                  | 26 (1.02)                 | 32 (1.26)                 | 116 (4.57)                | 192 (7.56)                | 141 (5.55)                |                           | 995 (39.17)               |
| Mm de precipitación                   | 13                        | 12                        | 14                        | 11                        | 9                         | 6                         | 3                         | 3                         | 5                         | 10                        | 17                        | 17                        |                           | 120                       |
| Horas de sol                          | 133.3                     | 147.9                     | 173.6                     | 225.0                     | 272.8                     | 318.0                     | 368.9                     | 344.1                     | 279.0                     | 210.8                     | 117.0                     | 99.2                      |                           | 2,689.6                   |
| Datos recogidos por Climatetemp       |                           |                           |                           |                           |                           |                           |                           |                           |                           |                           |                           |                           |                           |                           |

## Educación
Vlorë es el emplazamiento de la segunda universidad de Albania por importancia. La Universidad de Vlorë Ismail Qemali (UV) creó en el 1994 una Universidad Tecnológica. Se inauguró con unos cien estudiantes y hoy tiene unos 15.000 estudiantes. Aún conserva su foco de tecnología y además se extendió en otros campos como economía y finanzas, educación, medicina y derecho.
La UV es la universidad líder en investigación de Albania. Es la universidad más importante en activo de Albania organizando conferencias de investigación, invitando a investigadores de las principales instituciones, y enviando a sus propios investigadores en el extranjero. Algunas de las áreas más activas de la investigación son las matemáticas, informática e ingeniería. También tiene grupos activos en la literatura albanesa, la economía y las finanzas, la música folclórica y danza, educación, etc.
Vlora Conference Center es el grupo líder en la organización de conferencias en Albania y ha organizado conderencias en la UV.
Hay dos revistas de renombre internacional que exigen que la Universidad de Vlora sea institución. Son las revistas más alta calidad de cualquier universidad de habla albanesa.
Albanian Journal of Mathematics*Publicación en inglés
Buletini Shkencor i Universitetit te Vlores*Publicación en inglés y albanés
Academicus-International Scientific Journal*Publicación en inglés
Muchas escuelas de verano y sesiones de formación se organizan en la Universidad. Vlora es un destino turístico muy popular y esto lo hace muy atractivo para la organización de conferencias internacionales.
Además, la Universidad de Vlora tiene programas excelentes en ingeniería naval y  navegación. El estudio de la bahía de Vlorë, ha sido uno de los principales proyectos del departamento de navegación en los últimos años. La bahía de Vlorë es un lugar muy importante en la historia del mundo con muchos hechos importantes como las batallas de César, la época medieval, la Primera Guerra Mundial, la Segunda Guerra Mundial, etc. La bahía es una de las bases navales militares más antiguas del mundo que se sigue utilizando a día de hoy. La Base Naval de Pashaliman fue la única base de Rusia en el Mar Mediterráneo en la década de 1950,y fue el foco de conflicto entre los rusos y los albaneses de Albania en 1961, cuando se retiró del Pacto de Varsovia. El Departamento de Navegación es el descubridor de todos los barcos hundidos en el área de la bahía y está haciendo investigación en el área de la arqueología marina en la antigua ciudad de Orico (Oricum).  
Investigadores de la UV participan en congresos y conferencias en todo el mundo. La UV tiene proyectos conjuntos y programas de intercambio con algunas de las mejores universidades en el mundo de manera activa y está tratando dee ampliar aún más esos programas. La UV ha tomado la delantera en todas las instituciones albanesas para aumentar la cooperación activa con las universidades occidentales, y que disponga la investigación como su primera prioridad.

## Economía
Vlorë es un puerto comercial, pesquero y un centro industrial. En la región de la rodalia se produce petróleo, gas natural, betún y sal. Hay una base naval de la marina albanesa. Como centro agrícola produce aceite y frutas y la zona cercana produce productos agrícolas y ramaderos normalmente para la exportación. Últimamente mucha actividad deriva del turismo y se han creado diversos hoteles y se han condicionado algunas playas.

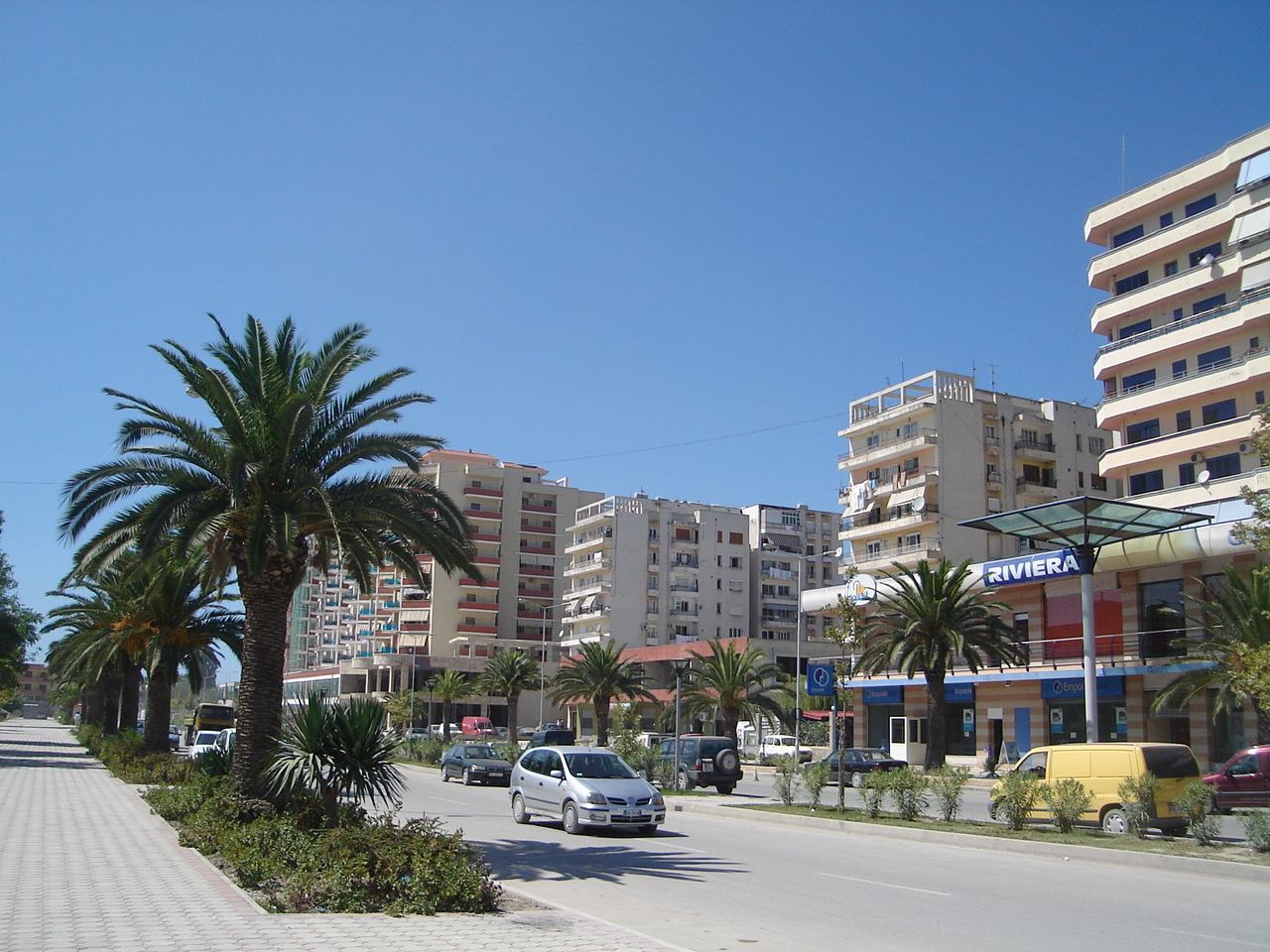
Vlorë

## Medio ambiente
En la costa, cinco kilómetros al noroeste del puerto se encuentra la zona industrial de la ciudad. Allí, la industrialización desmedida en la era comunista de postguerra produjo en Vlorë ser una de las cinco zonas más afectadas por la contaminación en Albania. Otros contaminantes fueron las empresas químicas puestas en servicio en 1970 para la producción de cloruros alcalinos y policloruro de vinilo (PVC). La fábrica fue cerrada en 1992 y destruida durante disturbios en 1997. Además, el suelo está contaminado por los hidrocarburos clorados y presenta una altísima concentración de mercurio.

## Deporte
La ciudad cuenta con el equipo de fútbol Klubi Sportiv Flamurtari Vlorë. Este equipo es recordado por sus enfrentamientos con el Barcelona en la competición de la UEFA (actual Europa League) de los años 1986-87 y 1987-88. Históricamente, consiguió una victoria, dos empates y una derrota contra los blaugrana, aunque en ninguna de las dos temporadas consiguió pasar a la siguiente fase de clasificación de la competición.

## Edificios
Cerca de la ciudad hay un pequeño aeropuerto (código ICAO: LAVL).

## Personas destacadas
- Ismail Qemali
- Ayas Mehmed Pasha
- Ali Asllani
- Eqerem Vlora
- Seit Qemali
- Ago Agaj
- Duro Shaska
- Qazim Koculi
- Mina Naqo
- Tanush Shaska
- Kristaq Mitro
- Ibrahim Muçaj
- Josif Gjipali
- Agim Sulaj
- Aurela Gaçe
- Vlora Hajrullai
- Perlat Musta
- Kadri Hazbiu
- Petro Marko
- Shpëtim Gjika
- Hysni Kapo
- Haxhi Dalipi
- Igli Tare
- Arben Malaj
- Zinni Veshi
- Geri Çipi
- Ervin Skela

## Ciudades hermanadas
- Hollywood, Estados Unidos
- Esmirna, Turquía